# Khaled Mobayed
Khaled Mobayed (en árabe: خالد المبيض‎; Hama, Siria, 10 de enero de 1993) es un futbolista de Siria que juega en la posición de centrocampista. Desde 2022 juega en el Tishreen SC de la Liga Premier de Siria.

## Carrera

### Club
| Periodo   | Club                 |
| --------- | -------------------- |
| 2011-2015 | Taliya SC            |
| 2015–2016 | Al-Wahda Damasco     |
| 2016–2017 | Zakho FC             |
| 2017      | Al-Wahda Damasco     |
| 2017      | Al-Quwa Al-Jawiya    |
| 2018      | Taliya SC            |
| 2018–2019 | Al-Wahda Damasco     |
| 2019–2020 | Tishreen SC          |
| 2020–2021 | Taliya SC            |
| 2021–2022 | Al-Wahda Damasco     |
| 2022      | → Jableh SC (cedido) |
| 2022–     | Tishreen SC          |

### Selección nacional
Ha jugado con selecciones nacionales desde la categoría sub-20. Debutó con Siria en 2012 y anotó su primer gol internacional el 9 de noviembre de 2016 en la victoria por 2-0 ante Singapur en un partido amistoso en Malasia.

## Logros
- Syrian Premier League: 2019–20
- Syrian Cup: 2016, 2017, 2023
- AFC Cup: 2017